# Danzas afroperuanas
Las danzas afroperuanas son aquellas creadas por los pueblos de ascendencia africana en el Perú.
En la época virreinal,  en  los pueblos de ascendencia africana poco a poco se fueron adaptando a las nuevas costumbres, aunque trataron de conservar su acervo cultural, principalmente musical, el mismo que poco a poco se desarrolló en una cultura afro peruana propia. De ese original mestizaje de las culturas europea, indígena y africana nacieron los bailes de expresión negra en el Perú y en el mundo.
La mejor expresión de alegría o tristeza de esta cultura afroperuana es bailar al ritmo de los tambores de sus antepasados africanos el conocido baile el atajo de negrito conocido como el (Zapateo)

## Lenguaje rítmico
Los negros en el Perú, con su ingeniosa alegría y rica cultura, utilizaban todo lo que les pudiera sugerir ritmo para crear sus músicas y sus bailes con la combinación de la sensualidad ritual siendo el lenguaje corporal muy importante en sus movimientos, con coplas y pregones, los que con sus voces profundas, sus manos y cuerpos, se fueron introduciendo inteligentemente en la sociedad de la época colonial. En la actualidad hay un folclore negro típico peruano.

## Danzas afroperuanas

### Agua de nieve
Baile de zapateo competitivo entre bailarines independientes de ambos sexos acompañado con guitarra, con giros de clara procedencia española. Se practicaba en el norte chico de la costa central, provincia de Huaral. El principal cultor de este género era Porfirio Vásquez, oriundo de Aucallama, junto al maestro de guitarra Vicente Vásquez. Porfirio hizo el registro de esta melodía, que fue grabada en el disco "Cumanana", que dirigió Nicomedes Santa Cruz en la década de 1970.

### Amor fino
Género musical de competencia cantado en el que participa un número indeterminado de personas. No se baila. Se practicaba en Lima y en el norte chico, sobre todo en Aucallama. Acompaña un guitarrista. En el barrio limeño de Malambo destacó en su cultivo Mateo Sancho Dávila integrante y cabeza visible de decimistas conocidos como "los doce pares de Francia". Se recuerda una melodía que la difundió Augusto Ascuez, quien decía que el Amor Fino es muy alegre. Por lo general se cantaba al final de un baile familiar o social en rueda de ocho cantantes y con el guitarrista al centro. La regla prohibía repetir el verso que ya hubiera sido cantado. Termina la competencia al quedar solo uno de los cantantes.

### Alcatraz
Danza del género Festejo, vigente especialmente en Lima e Ica. Es una danza erótica festiva, de pareja suelta. Hombre y mujer llevan en la parte posterior de la cintura, un trapo, un pedazo de papel o algo similar; el hombre con una vela encendida trata de prender el ¨cucurucho¨ mientras la mujer baila moviendo las caderas. Actualmente en la coreografía también la mujer trata de quemar al hombre. La música es interpretada por solista y coro de cantantes, guitarras y percusión, los temas más conocidos pertenecen a Porfirio Vásquez y a su hijo Abelardo como “Al son de la tambora” y “Negrita ven” respectivamente.
Debía su nombre a un atuendo de plumas del alcatraz que la mujer llevaba atado a la espalda, a la cual debía el hombre ponerle fuego con una vela encendida, pero sin que ninguno de los bailarines perdiese el ritmo. Se baila con los pies desnudos, una costumbre de muchas danzas peruanas.

### Baile de frente u ombligada
Baile erótico festivo, ya extinto. Hombre y mujer bailaban en clara alusión a la fertilidad. Nicomedes Santa Cruz alude a esta danza como una de las fuentes originarias de la Zamacueca y/o Marinera Limeña. Observando similitud con las danzas de iniciación sexual de otros países como Cuba o Brasil, donde se practicaba el “vacunao”. Una referencia a este baile encontró A. Hesse en Moro en Chimbote en 1979.
En esta danza se usa mucho el ombligo.

### Baile'tierra o Golpe'tierra
Vigente en Saña, Lambayeque. En varios países sudamericanos se habla de los "bailes de tierra", (especialmente en Chile) que según algunos se denominan así para diferenciarlos de los que se bailan en tabladillo o escenario. La canción "Los negros del Combo", cantada por el señor Tana Medina en Saña, es un golpe’tierra, con marcadas similitudes con el tondero.

### Cabe
El cabe era una especie de danza y ritual, donde dos participantes entraban en un círculo formado por personas al son de los tambores, entrelazaban sus piernas a modo de enfrentamiento cuerpo a cuerpo y a modo de entrenamiento físico. Actualmente este arte se ha maicreado.

### Canto de jarana
La marinera limeña es conocida como "canto de jarana", en la que cantantes de manera individual o en dúo establecen una competencia literaria y musical, respetando una estructura.

### Congorito
Forma de Festejo cuya característica fundamental es la repetición del estribillo que dice: "congorito digo yo, congorito" alternándose con cuartetos diversos. Es uno de los festejos más antiguos que se recuerdan, cuya letra fue recopilada en 1938 por Rosa Mercedes Ayarza Morales.

### Copla
Cuarteta de procedencia española, que se canta o se recita. Generalmente se construye en octosílabos (el verso más popular en el cancionero peruano y latinoamericano). Debe haber sido la que origina la llamada Cumanana. Se le dice Copla a la cuarteta recitada en el intermedio de la marinera norteña. Ejemplo. Que cholo para más miserable, del norte tenía que ser, se acuesta con su cuñada, para no gastar a su mujer. autor. Miguel Risco Casaró

### Cumanana
Género literario musical. No es bailable. A veces se canta en competencia. La Cumanana se encuentra vigente en la costa norte peruana (Piura, Lambayeque y Tumbes), habiendo variantes entre la lambayecana (Saña, Batán Grande, Ferreñafe), con las piuranas (Morropón) o las tumbesinas. También se cantan cumanana en la zona andina de Piura (Huancabamba) con melodía de corte indígena. Como género literario permite tratar todo tipo de temática: religiosa, amorosa, política, etc, siendo material importante en la reconstrucción de la historia regional y el punto de vista popular.
Recientemente la musicóloga Chalena Vásquez, expuso sobre el origen Kikongo de la palabra Kumanana, cuyo significado corresponde a un verbo en reciprocidad: el saber, el tener conocimiento. La palabra se analiza así: Ku (inicio de verbo) man (raíz verbal: saber, de tener el conocimiento) an (significa el verbo en reciprocidad) - a (es final del verbo en kikongo ya letà)

### Danza Habanera
Género musical de Cuba. Su célula rítmica, tango congo, la recibe de la contradanza cubana, que es a su vez una variación de las contradanzas europeas llegadas a la isla en la segunda mitad del siglo XVIII. La variación que reciben las contradanzas llegadas de Europa al ser tocadas por los músicos negros y mulatos criollos, es la asimilación de las células rítmicas africanas que se encuentran en la liturgia afrocubana. Anclada en la Habanera, una variación cantada de la Danza Habanera que se desarrolla a partir de 1841 en la capital de la isla, regresa a España para incorporarse a la Zarzuela, siendo muy popular en América hispana. El tango congo, presente en la habanera de la ópera Carmen del francés George Bizet, viajó de regreso a América y está en la base de la milonga, de la maxixe brasileña y en el Tango. Su temática es libre, dedicada especialmente al tema amoroso. Generalmente es un ritmo lento, pero acelera su dinámica de acuerdo a la temática del texto.

### Hatajo de Pallas
Danza colectiva femenina que se baila en Navidad y Fiesta de Reyes en la Región Ica. Las Pallas (palabra quechua que alude a doncellas) o pastoras, se baila principalmente en la zona de El Carmen, el distrito y sus caseríos en Chincha. El coro femenino y la solista mujer cantan villancicos alternando con pasadas de zapateo. Se acompaña con guitarra. Las bailarinas llevan bastones de ritmo, llamados "azucenas".

### Décimas
Forma literaria que tiene intensa práctica entre la población negra en toda la costa peruana, permite tratar todo tipo de temas con sutil humor, mostrando destreza literaria e ingenio. Cuando se cantan, según Nicomedes Santa Cruz, se les llamaba Socabón. La décima, generalmente trabajada en octosílabos, rima sus versos de la siguiente manera:
Este tipo de décima está vigente en varias localidades norteñas: destacaron Brando Briones en Saña, Fernando Barrenzuela en Chulucanas (Morropón) y Juan Urcariegui en Lima.

### Décimas de pie forzado
Son las décimas que se inician con una Cuarteta O Copla cuyos versos terminarán cada una de las décimas de manera obligatoria. Nicomedes Santa Cruz versa ampliamente sobre el tema en el libro "La décima en el Perú" (1982). Luis Rocca en su libro "La otra historia" consigna gran cantidad de décimas, particularmente del pueblo de Saña.

### Hatajo de Negritos
Cuadrilla, comparsa o grupo de baile masculino conformado por parejas interdependientes que se organiza popularmente para adorar al Niño Jesús en Navidad y se basa en la dinámica de los villancicos navideños españoles. Está vigente en los pueblos del sur de Lima, especialmente en la provincia de Cañete (departamento de Lima) y en el departamento de Ica, sobre todo en las zonas Chincha, Pisco, Ica y Nazca, donde es practicada por niños y jóvenes al mando de un caporal. Se canta y baila con acompañamiento de violín y campanillas que llevan los bailarines en las manos

### Landó
Género musical y coreográfico cuyo origen aún no está claramente dilucidado. Algunos investigadores aseveran que el vocablo viene de la voz Lundú. Según Vicente Vásquez (en una entrevista de 1978), la primera noticia que tuvo del Landó era una versión fragmentada de un pregón que decía "Zamba malató landó". Esta canción fue grabada por Nicomedes Santa Cruz en el disco "Socabón", a la cual Vicente Vásquez le pone acompañamiento guitarrístico.
Los grupos profesionales de música suelen considerar al Toro mata como perteneciente al género Landó. Cabe recordar que Cecilia Barraza grabó una recopilación hecha por Caitro Soto de un tema tradicional de la zona de Cañete llamado Toro mata. Sin embargo, en la zona de Cañete los pobladores lo identifican como un género con nombre propio: "Toro Mata" (atestiguado en una investigación de campo de 1978 realizada por la musicóloga Chalena Vásquez).
Estos dos temas: Toro Mata y Zamba malató, son tomadas como base para la elaboración o consolidación del género conocido actualmente como Lando, a través de logradas composiciones de autores como Chabuca Granda y Andrés Soto.
El Landó actual es un ritmo hecho en cajón de 12/8 que tiene la particularidad de acentuar solo la primera de las cuatro negras del compás. Los demás acentos vienen luego de cada negra restante.

### Moros y cristianos
Representación teatral de la batalla entre Moros y Cristianos, como auto sacramental que fue enseñado por los españoles en su afán de catequización. En algunos lugares el sentido cambió totalmente haciendo "ganar a los moros frente a los cristianos". La recuerdan en la zona de Cañete, Chincha, así como en Chulucanas. Una descripción de esta muestra de teatro popular, se encuentra en Erasmo (Mar y Carbajal, 1974)

### Mozamala
La mozama es un Baile típico del carnaval limeño, estaba organizado en cuadrillas de diablos que bailaban, haciendo saltos extraordinarios, en las fiestas del carnaval alrededor de las calles limeñas. Esta danza se practicó también en otros lugares de la costa, José Durand, siguiendo las indicaciones de Arturo Jiménez Borja, la encontró por ejemplo en Virú en la década de 1970; danzas similares se practican o practicaban en algunas provincias del departamento de Ica (Nasca, Chincha y Pisco)

### Los negritos de Huánuco
Danza que se baila en grupo que se llama cuadrilla y está representado en líneas o 2 filas y dirigidos por dos caporales. Esta danza es una de las completas por ser religiosa ceremonial y hoy es patrimonio cultural de la ciudad de Huánuco Perú. Se baila desde el 24 de diciembre hasta el 20 enero en toda la ciudad es por ello que se ha convertido en tradición y costumbre.

### One step
Este ritmo estadounidense difundido por la radio y por el cine se acepta y practica en los ambientes criollos en el Perú, con el carácter de una polca rápida en la que se puede cantar sobre diversos temas. Se sabe que Felipe Pinglo tiene en su repertorio varias composiciones de este género.

### Ombligada
O "Golpe de frente", danza ritual-festiva alusiva a la fertilidad. (Inf. Axel Hesse, l978)

### Panalivio
Con el mismo nombre conocemos dos tipos de canciones especialmente practicadas por sectores negros. Una de ellas es una mudanza del Hatajo de Negritos, teniendo en Amador Ballumbrosio y sus hijos los mejores cultores. Se compaña con violín y se realiza contrapunto de zapateo. La otra versión del Panalivio es como un lamento lento -parecido a la danza habanera- como es la canción "A la Molina no voy más".

### Pava
Danza extinta, de posible origen indígena. Se dice que en el norte del Perú existía una danza que imitaba el apareamiento de la Pava Aliblanca de origen prehispánico. Algunos estudiosos como Guillermo Riofrío (compositor piurano) ve en esta coreografía los antecedentes del Tondero piurano.
La marinera norteña adopta pasos de este género, la falda con que se baila la marinera mimetisa a la Pava.

### Pregón
Canto cuya función es dar a conocer productos diversos para la venta, han sido desarrollados musicalmente por varios autores como Rosa Mercedes Ayarza de Morales. De ritmo libre, el Pregón se caracteriza por notas alargadas y cambios de registro en la voz; efectos con los que se busca llamar la atención de los posibles clientes. Se recuerda especialmente el pregón que anunciaba "Revolución caliente";´"no me llaman ratera cuando robo corazones"

### Resbalosa
Parte de la Marinera Limeña o Canto de Jarana. Se dice que lleva ese nombre por el tipo de paso al bailar, el típico "escobilleo" que es como "resbalar" los pies. Sin embargo en otros lugares se llama Refalosa, que viene posiblemente del verbo "refalar" que significa "quitarse una prenda, despojarse de algo" en castellano antiguo. Es probable que su nombre original haya sido Refalosa y que luego se haya cambiado. La Refalosa o Resbalosa era una danza independiente, en la actualidad en el Perú se encuentra siempre siguiendo a la Marinera Limeña. Por los movimientos de mayor carácter festivo-erótico y otras referencias, la coreografía habría tenido mayor similitud con la Zamacueca. (ver Romero, l988: 231)

### Saña
Canción del pueblo del mismo nombre interpretada por solista y coro. Se caracteriza por su anticlericalismo según indica el historiador Luis Rocca. Está formada por tres partes muy diferenciadas, una primera parte lenta, que es la Zaña o Saña propiamente dicha (difundiéndose la versión coral que hiciera R. Alarco), una segunda llamada también glosa y una tercera o fuga. Esta misma estructura daría lugar al Tondero como lo conocemos en la actualidad. (Rocca, Luis, 1985:120)

### Socabón
Según Nicomedes Santa Cruz se le llama así a la décima cantada. (Santa Cruz, l974)
Dice Fernando Romero que es un baile de negros peruanos, que se ejecutaba solamente en los galpones donde solían vivir, sin acompañamiento de instrumentos y acompasado solo por una melopea sin palabras.
"Fue prohibido por lo lascivo de la coreografía pero clandestinamente sigue bailándose (...) El toque de la guitarra era el llamado Socavón (sic), ritmo poco monótono y que era el mismo para todas las décimas" (cita a Erasmo Muñoz en: F. Romero, l988:245)

### Son de los diablos
Danza que se origina en Lima, en el Corpus, y pasa luego a ser danza de Carnaval. Representa al diablo (con máscaras, rabos, tridentes) y salía por las calles como una Comparsa al mando del Caporal hasta la década de 1940 (Vicente Vásquez. Entrev. 1978). La coreografía incluía pasadas de zapateo y movimientos acrobáticos así como gritos para asustar a los transeúntes. Se acompañaba con guitarras, cajita y quijada de burro.

### Tondero
Baile de parejas independientes vigente en Tumbes, Piura y Lambayeque. Morropón (Piura) y Saña (Lambayeque) disputan por ser la fuente originaria del Tondero. Ambos lugares son importantes asentamiento de población negra. En Saña se dice que el Tondero viene de la voz "Lundero", que sería para nominar a los que tocaban o practicaban el Lundu, ya que una de las canciones más importantes -Zaña o Saña- contiene repetidas veces y como estribillo "Al lundero le da", o "a lundero le da" a lundero le da, Saña!, a lundero le da"
Así, una primera parte -lenta- de este canto canta con ironía diversas facetas de la vida cotidiana de Saña - a esta parte le llaman Saña- y luego entra con ritmo acelerado y sincopado el golpe de Tondero -en Cajón o en Checo- al que se llama Tondero. Algunos estudiosos relacionan la coreografía del tondero con una danza indígena que imitaba movimientos de emparejamiento de la Pava Aliblanca de origen prehispánico. Definitivamente el tondero tiene ritmo, melodía y coreografía que muy poco tiene que ver con la marinera. El tondero es más que sensual y hay que verlos bailar a los campesinos altopiuranos en la llamada costa caliente ubicada en las extensas y pobladas planicies de la provincia de Morropón de donde es originario, según todo lo indica, si bien es cultivado en toda la costa norte.

### Triste con fuga de tondero
Forma musical compuesta por una parte lenta muy parecida al yaraví y que en el norte se le llama Triste, con giros melódicos de procedencia andina, al parecer es una variante que deviene del Harawi y otra parte rápida -con entrada en bordones característica y obligatoria- que podría devenir de un golpe de tambor o de marímbula (sin estar probada aún esta hipótesis). Como género musical es una de las más claras muestras de mestizaje hispano-afro-indígena.
Es importante observar comparativamente la armonía bimodal del Tondero (mayor-menor) y los giros pentatónicos que puedan haber en sus melodías, elementos que enfatizan el carácter indígena de esta forma musical.

### Toro mata
Canción recopilada en Cañete y en El Guayabo (Chincha) (ver: Tompkins, 1981). Difundida comercialmente como perteneciente al género landó (si bien en Cañete se le considera como un género propio). Existen varias versiones del Toro Mata, recopiladas por Tompkins entre 1975 y 1976. Este investigador dedica un capítulo de su tesis (cap. 10) a este género musical, consignando cinco versiones, y un comentario analítico de las mismas.

### Yunza
Se llama así a uno de los eventos de la fiesta de Carnaval en el que se adorna un árbol y se van turnando las parejas en cortarlo con un hacha hasta que cae (practicado en todo el Perú). La canción de Yunza es "Huanchihualito" que se interpreta en diversos poblados del sur de Lima, con coplas diversas que se improvisan alternando con el estribillo de "huanchihualito, huanchihualó/ para amante solo yo "... coreada por los bailarines en rueda.

### Zamba landó
Es una pieza del género del Landó cuyo estribillo dice "Zamba-malató-landó", que fue reconstruida para una grabación en la década de 1960. Vicente Vásquez creó el acompañamiento guitarrístico.

### Zamacueca
Género musical anterior a la Marinera, al parecer fue una danza muy difundida desde la capital del Perú, hasta Bolivia, Argentina y Chile. Fernando Romero (1939) demuestra que es esta misma danza la que da lugar a la Marinera, así como da una aproximación etimológica en su trabajo sobre Afronegrismos. (Romero, 1988:274). Se bailaba en el festival de Amancaes a fines del siglo XIX y principios del siglo XX.
Es una danza de corte erótico-festivo que fue censurada por sus movimientos "atrevidos" (Toledo, 1990). Victoria Santa Cruz la reconstruye en la década de 1970, tomando como modelo el vestuario que aparece en las acuarelas de Pancho Fierro y con las referencias del musicólogo argentino Carlos Vega. En la actualidad se conocen algunas Zamacuecas creadas especialmente para el espectáculo, mas no se encuentra en la práctica popular espontánea.

### Zapateo
El zapateo afroperuano es una competencia entre bailarines al compás del cajón afroperuano y la guitarra de origen árabe. El zapateo afroperuano tiene origen en bailes de África. Se divide en Zapateo en Mayor y en Menor, definidos gracias al guitarrista Vicente Vásquez, quien continuando a su padre, Porfirio Vásquez registró las melodías principales de esta forma musical. Las pasadas de zapateo tienen un reglamento, como juego de competencia. El zapateo afroperuano requiere adiestramiento y habilidad, y se circunscribe usualmente a los grupos o personas que practican la música y la danza profesionalmente, pero es importante observar que esta forma musical y danzarina se practica en las festividades de El Hatajo de Negritos en el sur de Lima así como en La Danza de las Pallas en el departamento de Ica. En el baile flamenco se refiere a la percusión rítmica que ejecutan los bailarines con los pies, usando los zapatos de flamenco.

### Zambapalo
En el trabajo de Tompkins sobre la música afroperuana consta una serie de danzas que fueron difundidas de alguna manera en Hispanoamérica. Muchas de ellas quedaron solamente en las citas de cronistas, una de ellas es el Zambapalo.